# KS Shkëndija
El KS Shkëndija es un equipo de fútbol de Albania que juega en la Kategoria e Dytë, la tercera división de fútbol en el país.

## Historia
Fue fundado en el año 1968 en la capital Tirana con el nombre KiF Shkëndija como el equipo representante de la Sports mastery school Loro Boriçi, escuela de fútbol que ha producido más de 30 jugadores que han formado parte de la selección albanesa.
En la temporada 1971/72 juega por primera vez en la Superliga de Albania, y formó parte de la primera división nacional durante toda la década de los años 1970, la mejor época en la historia del club donde incluso participó en la Copa de los Balcanes en la temporada de 1971/72, hasta que descendió en la temporada 1979/80 al terminar en el lugar 13 entre 14 equipos.
En la temporada de 1985/86 el club retorna a la primera división nacional con el nombre Studenti ILFK Tirana para descender en ese mismo año, regresando en la siguiente temporada para estar por dos temporadas más hasta su último descenso en la temporada 1988/89, cambiando a su nombre actual en 1990.

## Nombres
- KiF Shkendija (1968-86)
- Studenti ILFK Tirana (1986-90)
- KS Shkëndija (1990-)

## Palmarés

### Mayor
- Primera División de Albania:

1970/71

### Under-17s
- Tirana U17 Championship: 1

2012–13
- National U19 Championship: 15

1969–70, 1971–72, 1972–73, 1974–75, 1975–76, 1977–78, 1982–83, 1984–85, 1985–86, 1987–88, 1989–90, 2002–2003, 2012–13, 2018-2019